# 인류의 황제
인류의 불멸의 황제(The Immortal God-Emperor of Mankind)는 게임 워크샵에서 만든 과학 판타지 게임 워해머 40,000 안에서 창조된 등장인물이다. 가상 우주 속의 인류 제국 황제이며, 인간에게 살아있는 신(Living God)로 추앙받는 불멸의 존재이나, 호루스 헤레시 이후 호루스에게 받은 상처 때문에 활동이 불가능하여, 현재 신비한 생명 유지장치인 황금 옥좌 내에서 잠들어 있다.

## 황제의 일생

### 황제의 탄생
저 먼 옛날, 인간의 물질세계와는 다른 정신과 혼돈의 평행 우주가 우리의 우주에게서 별 큰 영향을 받지 못하던 시절, 우주에는 식물과 아직 발달이 덜 된 동물만이 있어서 워프는 별다른 변화를 겪지 못하고 유유자적하게 흐를 뿐이었다. 그러나 인간의 영혼은 다른 생물의 영혼과 달리, 무척 혼돈스럽고, 죄에 사로잡혔고, 잔인한 성향을 띠고 있어서 그 기운이 워프에 크나 큰 영향을 미쳤다. 이러한 불결한 기운은 한군데에 모여서 후에 슬라네쉬가 깨어날 때 만들어진 현재의 카오스의 중심지인 아이 오브 테러가 된 것이다. 
인류가 태어나 사냥을 하고, 활동을 하던 시절 이러한 워프의 존재를 알아 차리고 그 힘을 빼내어 쓰던 이들이 있었다. 우리는 그런 이들을 샤먼이라 불렀고, 그들은 워프의 힘을 자신들의 가족이나 부족을 위하여 썼다.
그러나 그렇게 시간이 흘러간 후, 인간의 불결하고 혼돈스러운 기운이 전 워프를 뒤덮었다. 그럼에 따라 샤먼들은 워프에 닿기가 점점 더 어려워졌고, 힘을 쓰기가 어려워졌다. 이는 곧 샤먼들이 환생을 하지 못한다는 것을 의미하였다. 샤먼들은 지구를 워프의 혼돈으로부터 보호하기 위하여 그들이 죽으면 워프속을 흐르다가 새로운 몸을 찾아서 태어났지만, 워프가 혼돈스럽게 바뀜에 따라 그러한 환생이 불가능하게 된 것이다. 그들은 그들의 지식이 사라지는 것을 두려워 했고, 그들은 그 해결책을 찾기 위해 기나 긴 시간 동안 토론을 했다.
그 토론의 끝에 샤먼들은 결단을 내렸고 수많은 샤먼이 독약을 마시고 스스로 목숨을 끊었으며, 이들 샤먼들은 정신적 통일체로 환생했다.

### 황제의 활약
황제는 재능이 많았다. 그는 다른 사람의 고통을 치유하고 마음을 읽을 수 있었다. 
3만8천년 동안 황제는 지구에서 인간의 역사 속을 방랑하였다. 처음에 그는 단순히 세상을 관찰하였으나, 곧 자신이 할 수 있는 일을 돕기 시작했다. 그는 자신의 고대의 지혜를 이용해 효율적인 정부, 농작물 관리, 축산업, 기술, 평화를 전파하였다. 그는 자신의 본 모습을 밝히지 않고 보통 사람으로 변장하는 방식으로 항상 자신의 권세를 조심스럽게 사용했다. 
황제는 천년 이상 인류가 발전하는 것을 지켜보았다. 그는 전 세계를 여행하며 관찰하고 돕고, 때로는 위대한 지도자나 조언자로 등장했다. 고난의 시기에 그는 십자군이 되었고, 종교 지도자나 구세주가 되었다. 평화의 시기에 그는 왕의 조언자, 궁정 마법사, 선구적인 과학자 등의 모습으로 막후에서 도움을 주었다. 그는 비천한 모습으로 많이 변장했고, 그 외에는 세계 역사나 종교의 기념비적 인물로 등장하였다. 위기의 시기에는 그가 나타나 오직 그만이 볼 수 있는 좁은 생존의 길로 인류를 인도하였다.

### 황제와 혼돈의 세력
인류가 번성함에 따라 워프가 점차 혼란스러워져서 더 이상 그 흐름이 예전만큼 행성을 지탱할 수 없었다. 평화와 조화를 증진시키려는 신인간의 노력에도 불구하고, 인간은 야망, 반항, 자기 만족과 같은 본능을 억제할 수 없었다. 
혼돈의 세력은 황제의 존재와 그가 자신들의 힘과 성장을 억제하기 위해 노력하고 있는 것을 알아챘다. 혼돈의 세력은 황제의 존재를 완전히 알아채기도 전에 황제를 최대의 적으로 인정했다. 코른(Khorne)이 처음으로 완벽하게 깨어났다. 그리고 전 세계에 전쟁과 갈등의 시대가 휘몰아쳤다. 두 번째로 젠취(Tzeentch)가 깨어났고, 음모와 속임수로 국가와 정치가 성숙기로 자라났다. 세 번째로 너글(Nurgle)이 깨어났고, 역병이 전 대륙을 휩쓸며 부패의 신(Lord of Decay)을 위해 많은 영혼을 빼앗았다. 중세 말기까지 혼돈의 세력 중 3명이 깨어나서 의식을 완전히 차렸다. 네 번째인 슬라네쉬(Slaanesh)는 계속 잠을 잤고 후에 그(혹은 그녀)가 깨어났을 때 엘다는 몰락의 길을 걷기 시작하였다.
신인간은 인류가 현재의 태양계에 의지하는 한 멸망하고 말 것을 알았다. 2천년에서 5천년까지 그는 우주 기술 발전에 도움을 주었다. 곧 은하계에 인류의 식민지가 생겼다. 
이제 신인간은 가짜 옷을 벗어 던지고 인류의 구원자(Savour of Man)인 황제가 되었다. 슬라네쉬가 깨어나기 전까지 약 100년 이상, 황제는 지구에 자신의 통치를 꾀하였고 충성스런 사람들을 왕의 군대로 만들기 시작했다. 그는 행성 주위에 워프 폭풍이 분산될 것을 예상하고 은하계 재정복 계획을 시작했다.

### 프라이마크
황제는 혼돈의 세력들에게 대항하기 위하여 계획을 세우기 시작했다. 결국 황제는 지구의 실험실을 가동시켜 혼돈의 세력들의 유혹에 이끌리지 않으며, 마치 신과 같은 힘을 지닌 인간인 프라이마크(Primarchs)들을 만들기 시작했다.
그렇지만 카오스 4대 신 중 하나인 젠취(지식과 운명의 신)은 이 프라이마크들의 존재를 눈치채고, 그들이 아직 완성되기 전에 그들을 연구실에서 납치하여 전 인간세상 곳곳에 퍼뜨려 놓았다.(아직 그들은 프라이마크를 제거할 힘이 부족했었다.)
프라이마크의 총 수는 20명으로 알려져 있으며 이 중 9명이 카오스의 손에 넘어가게 되었고 두 명은 발견되지도 못 한데다 남은 충성파 프라이마크들도 전부 행방불명(자카타이 칸, 불칸, 레만 러스, 코락스) 또는 사망(페루스 마누스, 로갈 돈, 생귀니우스),게다가 가사상태에 빠져있다.(로버트 길리먼, 라이언 엘 존슨)
- 주:발견 되지 못 한 2명의 프라이마크에 대한 것은 여러 이야기가 있는데 그 중 하나가 The First Heretic이라는 소설에서 현재 카오스 세력 중 하나인 워드 베어러스(Word Bearers)의 프라이마크 로가(Logar)가 황제 스스로가 없는 셈 치라고 지시를 했다고는 한다. 항간에 도는 소문에 의하면 이미 카오스로 넘어갔다고는 하는데 Games workshop에서 아직 공식적으로 상세히 발표한 적은 없다.

### 스페이스 마린
인간이 아무리 강력한 힘을 자랑한다고 해도 전 우주에 널려있는 인간 이외의 세력에 비해서는 한없이 나약한 존재에 불과하다. 인류제국에서는 그러한 수많은 강력한 적에 대항하기 위해 일부 군대에게 평균적으로 100년이 넘는 기간동안 총 19번에 걸친 신체개조수술을 하여 어떠한 적에게도 대응할 수 있는 소수초인부대를 만든다. 이들을 '스페이스 마린'이라고 하는데, 이 신체개조수술 기간은 훗날 혼돈의 세력에 의해 흩어졌던 프라이마크들이 황제에 의해 발견되면서 그들의 유전자가 수술의 안전성을 확보하였기에 급속도로 수술기간이 짧아졌고 그들은 각각의 프라이마크의 유전자를 바탕으로 20개의 리젼(군단)이 창설되었으며 그들은 엄청난 위력을 자랑했다.

#### 스페이스 마린의 신체 개조 수술
- 1차 수술-두 번째 심장Secondary Heart

가장 심플하면서 다른 기관의 중심 역할을 하는 인공 기관이다. 두 번째 심장은 기존의 심장이 파괴된 때라도 원활한 혈액순환과 신체기능 정상을 유지시키는 기능을 한다. 1차 수술의 결과로서, 마린들은 적은 산소농도의 대기에서나 끔찍한 상처를 입은 상황에서도 살아남을 수 있다.
- 2차 수술-오스모듈라Ossmodula

이 관 모양의 기관은 복잡한 구조에 작은 크기를 가진 인공 이식체다. 오스모듈라는 뼈를 경화(硬化)시키는 호르몬을 모니터링 하고, 또한 분비시킨다. 또 오스모듈라에서 제작된 호르몬이 마린의 군식에 포함된 화학물질을 이용해 세라믹 흡수를 하고 뼈의 형성과 성장을 촉진시킨다. 이 이식으로 인해 수술 후 2년 안에 엄청난 힘과 내구력의 장골, -갈비뼈 사이의 엇갈린 골판에서 오스모듈라가 분비한 물질이 뼈로써 형성되면서-늑골 사이의 골격 형성, 그리고 기본적인 골격 크기가 늘어나는 효과가 일어난다.
- 3차 수술-바이스코피Biscopea

이 기관은 늑골의 틈에 이식된다. 이것은 대체로 구상형체이며 오스모듈라와 마찬가지로 주 기능은 호르몬 작용 조절이다. 바이스코피의 기능은 신체 곳곳의 근육 성장을 촉진시키는 것이다.
- 4차 수술-헤머스테먼Haemastamen

이 작은 기관은 사람의 혈관에 이식되어 두 가지 용도로 쓰인다. 이것은 오스모듈라와 바이스코피의 작용을 감시하고 제어한다. 이것은 또한 피의 구성요소를 변경하기도 하는데, 결과적으로 마린들의 피는 보통 인간들의 그것보다 훨씬 효율적으로 일하며, 그 점을 통해 다른 인공 생체기관을 더 많이 이식할 수 있게 된다.
- 5차 수술-래라멘의 기관Larraman's Organ

이 골프공만하고 어두운 색을 가진, 마치 간처럼 생기고 인간의 살 같은 기관은 늑골의 틈새에 혈관이 매우 복잡하게 뒤섞인 곳에 배치된다. 이 기관은 "래라멘 세포Larraman Cell"라는 특이한 것을 생산하고 저장한다. 만약 상처를 입으면 래라멘 세포는 혈류 속에 세어들고 백혈구를 상처부위로 강제운반한다. 그것들이 공기와 접촉하면서 바로 상처를 덮는 형상의 얇은 막으로 형성되고, 혈액을 응고시킴과 동시에 노출된 상처부위를 보호한다.
- 6차 수술-카탈렙시안 노드Catalepsean Node

이 뇌에 삽입하는 기구는 후두골(뒤통수)에 구멍을 내서 삽입한다. 이 콩 정도 크기의 기관은 잠에 관여하는 24시간 주기 리듬과 신체의 수면 부담에 영향을 준다. 보통 상황에서는 스페이스 마린들 역시 다른 보통 사람들과 다를 것 없이 수면을 취하지만, 수면이 부족할 경우 마린의 수면 작용에 카탈렙시안 노드가 간섭한다. 노드가 삽입된 인간은 수면과 각성 상태가 동시에 존재할 수 있는데, 이것은 바로 노드가 뇌의 일부분의 '스위치'를 내리기 때문이다. 이 반쪽짜리 수면이 완전한 숙면을 대체할 수는 없지만 휴식이 없는 상황에서도 마린들의 생존률을 올려준다.
- 7차 수술-프레옴노르Preomnor.

프레옴노르는 늑골 내부 틈에 딱 맞는 큰 기관이다. 이것은 마린이 소화할 수 없는 물질이나 독을 섭취했을 때에도 위 소화의 과정 전에 소화를 시키는 기관이다. 그렇지만 실제로 프레옴노르 내부에서 소화가 일어난다는 뜻은 아니다. 특별한 센서 튜브는 마린의 목을 넘어온 것이 독이 될 가능성이 있으면 중화해버리고, 필요한 성분이 있다면 분리해내서 소화시킨다.
- 8차 수술-오모페이즈Omophagea

수술이 성공적으로 끝나면, 오모페이즈는 뇌의 일부가 되지만 사실은 경부와 흉추 사이에(목뼈와 등뼈 사이) 위치한다. 뉴로클리라고 불리는 네 개의 신경은 등뼈와 프레옴노르의 외벽 사이에 이식된다. 오모페이즈는 유전자를 흡수해서 기억과 경험, 천부적인 능력 저장의 기능을 하는 생체조직이 된다. 이는 마린에게 특이한 생존 특성을 부여한다. 마린들은 실제로 생물을 먹음으로써 배울 수 있다. 마린들이 어떠한 생명체의 한 부분을 섭취하면, 그 생명체의 기억 중 일부분이 마린에게 들어간다. 이것은 외계환경에서 살아남는 데에 매우 유용하다. 이 기관의 존재로 많은 챕터들에게 다양한 생명체의 살점을 먹고 피를 마시는 것이 의식이 되었는데, 이 챕터들 중 유명한 것들은 블러드 드링커Blood Drinkers, 플레시 티어러Flesh Tearers 등의 이름으로 잘 알려져 있다.
- 9차 수술-다중 폐Multi-Lung

이것은 또다른 큰 인공 이식체다. 다중 폐, 혹은 '세 번째' 폐는 튜브 모양의 회색 기구다. 혈액은 복합된 혈관을 통해 이식자의 호흡기를 거쳐 흐른다. 대기는 기관에 위치한 조리개를 거치게 되는데, 유독성 대기에서는 이 조리개가 닫혀서 정상적인 호흡만이 가능한 기체를 뽑아서 호흡을 하고, 그렇게 폐를 보호한다. 다중 폐가 하는 일은 여기서 산소와 독성 기체를 분리해내는 것이다. 무엇보다 중요한 것은 그런 과정들이 전부 고통이나 피해 없이 이루어지는데, 그것은 제 3의 폐의 유독성분 분산-중화-재생 기능 덕분이다.
- 10차 수술-오큘로브Occulobe

이 달팽이처럼 생긴 기관은 뇌에 위치한다. 이 기관은 마린이 시력 테라피에 응할 수 있도록 해주는 호르몬과 유전적인 자극을 제공한다. 오큘로브 하나로는 마린의 시력을 증진시킬 수 없지만 전문기술자가 시력 증가 패턴과 명입 망막 세포를 조정할 수 있도록 해준다. 성인 마린은 보통 사람보다 더 멀리, 더 정확히 볼 수 있으며 황혼에 가까운 어두운 환경에서도 사물을 볼 수 있다.
- 11차 수술-리만의 귀Lyman's Ear

이 기관은 마린의 청각이 더욱 좋아지도록 하며, 심지어는 주위의 소음을 걸러내는 역할도 한다. 청력을 증진시킬 뿐만 아니라 소음이 동반하는 끔찍한 현기증으로 인한 어지럼증이나 메스꺼움을 막는 일도 한다. 리만의 귀는 외관상으로는 보통 인간의 귀와 다를 바가 없다.
- 12차 수술-서스 안의 막Sus-an Membrane

이 평평하고 둥근 기관은 뇌 상부의 노출된 부위에 이식된다. 이 기관은 뇌 조직에 완전히 융합할 때까지 뇌에서 자란다. 이 기관은 이후의 화학 약물과 훈련이 없으면 제 기능을 발휘하지 못한다. 그러나 육체적으로 큰 상처를 입었을 경우 훈련 받은 마린은 가사 상태에 들어갈 수 있다. 이 가사상태에서의 마린들은 생명에 직접적으로 관여되는 치명적인 상처에서도 살아남을 수 있다. 마린들은 스스로 이 상태에서 깨어날 수 없으므로 반드시 약물 치료와 암시만이 이 상황에서 마린들을 부활시킬 방법이다. 가사 상태에 있다가 성공적으로 다시 깨어난 사이의 기간 중 가장 긴 기간의 기록은 d.321 M.37에 기록된 다크 엔젤Dark Angels의 사일러스 아르 형제brother Silas Err의 567년이라는 가사 상태 시간이다.
- 13차 수술-멜라노크롬Melanochrome, 혹은 멜라노크로믹 기관Melanochromic Organ

멜라노크롬은 반구형의 검은 기구다. 이것은 간접적이며 매우 복잡한 방식의 기능을 한다. 이것은 방사열 수준을 체크하고 필요할 경우에는 화학 반응을 보내 피부를 어둡게 만들어 적외선에 노출되는 것을 막는다. 챕터마다 서로 다른 멜라노크롬 유전자 시드는 챕터마다 구별되는 피부와 머리카락 색을 유발하는데 어떤 챕터에서는 챕터원 전원이 같은 색을 띠기도 한다. 예를 들면 전원이 백색의 전사들인 데스 스펙트리Death Spectres가 있다.
- 14차 수술-어란상 신장Oolitic Kidney

이 적갈색의 심장 모양 기관은 다른 기관들이 원활하게 작동하도록 하는 순환계통을 강화하고 변경한다. 또한 이 기관은 혈액 여과 기능을 효과적이고 빠르게 해준다. 두 번째 심장과 어란상 신장은 함께 작용할 수도 있는데, 이는 대개 해독 작용의 과정에서 피를 빨리 돌게 만들면서이다. 어란상 신장은 프레옴노르의 중화한계를 넘어서는 독극물이나 다중 폐의 처리범위를 넘어선 가스에서도 마린들이 살아남게 해준다.
- 15차 수술-뉴로글로티스Neuroglottis

프레옴노르가 마린이 섭취한 위험한 독을 소화해줌에도 불구하고, 뉴로글로티스는 맛으로 음식의 발전가능성여부를 평가한다. 씹거나, 단순히 맛보는 것으로 마린은 천연 독극물이나 화학물질의 다양한 변화성을 탐지할 수 있다. 어떤 범위 내에서는, 마린은 단순히 맛을 보는 것만으로도 해당 생명체의 뒤를 밟을 수 있다.
- 16차 수술-무크라노이드Mucranoid

이 작은 기관은 소장 아래에 호르몬 분비가 결장으로 흡수되는 부분에 주입된다. 이 기관들은 땀샘을 변형시킨다. 이 변형은 보통 화학요법을 받기 전까지는 특별한 기능을 하지 않는다. 이 화학요법의 결과로, 마린의 땀샘은 피부를 덮는 기름을 분비한다. 이것들은 극에 달하는 온도로부터 마린을 보호하고, 진공 상태에 대해서도 약간의 보호를 제공한다. 무크라노이드 화학요법은 긴 우주 항해나 진공-진공에 가까운 환경에서의 전투가 행해질 때 이루어진다.
- 17차 수술-벳처의 샘Betcher's Gland

이 두 개의 확연히 구별되는 기관은 입술 아래쪽과 침샘 옆, 경구개(硬口蓋)에 위치한다. 이 기관은 독이 있는 파충류가 독샘에 끔찍한 독을 만들고 모으는 것과 비슷한 기능을 한다. 마린들은 이 샘 덕분에 이 독에는 내성을 가지고 있다. 이 샘은 마린들이 이 강한 독을 뱉을 수 있도록 한다. 이 독은 부식성도 가져서 강철에 묶여 갇힌 마린들은 몇 시간 안에 그것들을 씹어서 풀 수 있다.
- 18차 수술-프로제노이드Progenoids

이 기관은 두 가지가 있는데, 하나는 목에 위치하고, 다른 하나는 가슴 깊은 곳에 위치한다. 이 기관은 마린 개인이 아닌, 챕터의 생존에 중요하다. 각각의 기관은 마린의 몸 속에 자라서 호르몬 자극과 기관의 유전자정보를 흡수한다. 5년 후, 목의 기관은 완전히 자라고 제거될 준비가 끝난다. 10년 후, 가슴에 위치한 기관 역시 완전히 성숙해지고 제거된다. 기관들은 다 자란 후 언제든지 제거가 가능하다. 이 기관은 챕터의 유일한 유전자 시드 제공처다. 기관들이 온전히 다 자라면, 그것들은 해당 마린에 상응하는 하나의 유전자 시드가 된다. 수술을 통해 한 번에 제거된 프로제노이드는 반드시 조심스럽게 준비되어야 하며 돌연변이를 체크하고 저장된다. 유전자 시드는 무기한으로 적당한 환경에서 저장된다.
- 19차 수술-블랙 카라페이스Black Carapace

이것은 마지막에 행해지고 가장 중요한 기관이식이다. 이것은 탱크에서 배양될 때는 검은 플라스틱 판처럼 보인다. 이 기관은 직접적으로 마린의 몸통의 내피에 이식된다. 몇 시간 내로 이 조직은 확장되며 외부를 단단하게 한다. 몇 달 후, 블랙 카라페이스는 완전히 자라고 마린의 몸은 의료장비와 생명유지기가 있는 '파워 아머powered armour'를 입을 수 있게 된다. 검은 카라페이스의 기능 없이는 스페이스마린의 아머는 무용지물일뿐이다.
이렇게 의식과 이식을 거쳐 한 스페이스마린은 파워아머를 입을 자격을 갖추게 된다.

### 호루스 헤러시
인류에게 있어 황제란 위대한 인류의 통치자이자 종교적으로 받들어 모셔지는 성스러운 존재이다. 황제를 믿지 않는 인간들이나 의심을 갖는 인간들은 모두 '이단자'로 간주되어 그 자리에서 사살될 정도로 황제는 전우주의 지존이자 불가침의 존재인 것이다. 그러나 약 1만년 전에 몇몇 스페이스 마린 챕터들이 처음에는 제국의 훌륭한 장군이었으나 혼돈의 세력에 매료되어버린 '호루스'의 말에 넘어가 황제를 "가짜 황제"로 치부, 그대로 인류 제국에 엄청난 피해를 줄 반란을 일으키게 된다. 프라이마크에 비해서는 상당히 부족하다고 해도 생체병기라는 말이 전혀 과대평가가 아닌 엄청난 위력을 지닌 스페이스 마린이 일으킨 반란은 인류제국에 있어서 굉장히 파괴적이고 참담한 결과를 가져온다. 천문학적인 숫자의 군대가 반란을 진압하다가 전사하고 인류가 오랜 세월동안 발전시켜온 과학기술이 몇 만년 뒤로 후퇴했으며, 인류제국의 위대하고 강력한 무기들(대표적으로 '타이탄'이라고 하는 거대한 기계병기가 있다.)이 다수 파괴되었다. 또한 꾐에 넘어가 '이단자'가 되어버린 몇몇의 프라이마크들은 혼돈의 세력으로부터 인정받아 반란을 일으킨 대가로 '디먼 프린스'라는 강력한 악마가 되었으며, 반란을 진압하기 위해 황제의 편에서 끝까지 싸웠던 프라이마크들은 거의 대다수가 죽었다. 그러나 무엇보다도 큰 문제는 이 상상도 할 수 없을 만큼 거대한 반란에 의해 황제마저도 치명상을 입었다는 것이다. 비록 이 반란은 진압되었으나 그 후로 카오스는 인류 제국의 크나큰 골칫덩이가 되었으며, 치명상을 입은 황제의 육신은 거의 죽었고 정신만이 간신히 살아남아 넝마가 되어버린 육체와 함께 신비로운 생명 유지 장치인 '황금 옥좌'에 안치된다.